# Nathalie et Charles Henneberg
Pour les articles homonymes, voir Henneberg.
Nathalie Henneberg, née le 23 octobre 1910 à Batoumi (actuelle Géorgie) et morte le 24 juin 1977 à Paris, et Charles Henneberg zu Irmelshausen Wasungen, né le 2 novembre 1899 à Wittenberge (Empire allemand) et mort le 20 mars 1959 dans le 8e arrondissement de Paris, sont des auteurs français de science-fiction. Jusqu'à la mort de Charles en 1959, les romans ont été publiés sous l'unique nom de ce dernier alors qu'il semble que Nathalie en était de fait l'autrice principale ,. Après la mort de son mari, elle publie d'abord sous le double nom de Charles et Nathalie Henneberg, puis sous son nom seul.

## Biographies
Nathalie Novokovski est née à Batoumi (Géorgie) en 1910 de parents russes orthodoxes, Nicolas et Xénia Dimitroy. Sa famille quitte la Géorgie en 1920 avec les troupes du général Wrangel et émigra d'abord en Turquie, puis en Syrie et enfin au Liban. Elle rencontre Charles, sergent-major de la Légion étrangère française, en Syrie en juin 1936. Ils se marient le 23 mars 1937 à Damas.

## Analyse de l'œuvre
Sous le nom de Charles Henneberg seul sont parus une série de space operas flamboyants mettant en scène des protagonistes superhéroiques, souvent des soldats ou mercenaires, et remplis de passions violentes et romantiques. La Naissance des Dieux (1954) adaptait les mythologies grecques et nordiques dans un contexte de science-fiction. Échoués sur une autre planète, un scientifique, un astronaute et un poète y découvrent qu'ils peuvent, avec l'aide de leur psychisme, créer la vie et, finalement luttent à qui acquerra la suprématie. Conformément à la philosophie Henneberg, c'est l'astronaute qui est le héros, et le poète le bandit pervers. Le roman gagna ce qui devait devenir le Prix Rosny aîné.
Le Chant des Astronautes (1958) raconte une bataille contre des créatures faites d'énergie qui viennent du système stellaire d'Algol. An premier, Ère spatiale (1959) évoque le premier vaisseau spatial se déplaçant plus vite que la lumière. Finalement, La Rosée du Soleil (1959) évoque les aventures de quatre membres d'équipage d'un vaisseau spatial échoué sur un monde étranger.
Après la mort de Charles, en 1959, Nathalie commence par signer encore Charles puis finit par écrire sous son propre nom.
Elle demeure dans la veine science-fictive, mais fait de plus en plus intervenir l'imagination plutôt que les éléments de science-fiction. Et c'est ainsi qu'elle devient une précurseure de l'heroic fantasy française moderne.
Les Dieux Verts (1961) racontait le roman d'Argo et d'Atlena pendant l'âge d'émeraude de la Terre, dans le futur, à une époque où l'empire de l'homme est sur le déclin et où le monde est régi par « les dieux verts » éponymes, de puissantes entités du règne végétal.
Le Sang des Astres (1963) était une œuvre colorée, explorant le thème des Elms, ou élémentaux - les esprits de la Terre, de l'Air, de l'Eau et du Feu - dans laquelle deux astronautes de l'an 2700 s'intègrent dans un monde médiéval ressemblant à la Terre, en Terre Sainte, dans des circonstances où le Juif Errant dirige la kabbale ; ils y tombent amoureux d'une Salamandre femelle.
Le chef-d'œuvre de Nathalie Henneberg fut La Plaie (1964), roman tentaculaire de 600 pages qui raconte la bataille désespérée que mènent une poignée d'humains et de mutants semblables à des anges contre une vague de mal à l'état pur qui balaie la galaxie et qui s'incarne dans les corps des « Nocturnes ». Sa suite, Le Dieu foudroyé, est parue en 1976.
Les travaux de Henneberg occupent une place unique dans le paysage littéraire des années 1960. Sa façon d'utiliser la langue française, qui trahit des influences germaniques et russes, convenait de façon exceptionnelle pour créer des personnages héroïques et des épopées romanesques plus grands que la vie elle-même. Elle a su construire des univers baroques authentiques, qu'elle décrit dans leurs détails.

## Œuvres
Cette liste par ordre chronologique a été établie d'après celle publiée en 2006 par Charles Moreau.
La plupart des œuvres semblent actuellement épuisées. La Plaie (1963) et Le Dieu foudroyé (1976) sont encore disponibles aujourd’hui chez L'Atalante.
La revue Galaxies a publié en deux parties, en 2015, le roman Kheroub des étoiles, qui était resté inédit et les éditions Gandahar ont réédité la Rosée du soleil et la Forteresse perdue.

### Années 1940

#### 1949
- Cécile des anges, nouvelle (publiée sous le nom de Nathalie Hennemont), in 84, nouvelle revue littéraire

### Années 1950

#### 1950
- La terre ensorcelée, nouvelle (publiée sous le nom de Nathalie Hennemont), dans 84, nouvelle revue littéraire
(réed. 2006, Lunatique, no 70)[7]

#### 1952
- Trois légionnaires, roman (publié sous le nom de Dominique Hennemont), André Martel (éditeur)
- Le Sabre de l'Islam, roman (publié sous le nom de Dominique Hennemont), André Martel (éditeur)

#### 1954
- La Naissance des Dieux, roman (publié sous le nom de Charles Henneberg), Éditions Métal
(réed. 1977, « Le Masque Science-fiction », Librairie des Champs-Élysées)
- Du Sang sur les roses, nouvelle (publié sous le nom de Charles Henneberg), Mystère magazine

#### 1955
- Ilse d'Arlberg, nouvelle (publiée sous le nom de Charles Henneberg), Mystère magazine

#### 1956
- La Sentinelle, nouvelle (publiée sous le nom de Charles Henneberg), Fiction, no 28
(réed. 1957 et 1977)

#### 1957
- L'Évasion, nouvelle (publié sous le nom de Charles Henneberg), Fiction, no 39
(réed. 1977)

#### 1958
- Pavane pour une plante, nouvelle (publiée sous le nom de Charles Henneberg), Galaxie 1re série, no 56
(réed. 1977)
- Les Non-Humains, nouvelle (publiée sous le nom de Charles Henneberg), Fiction, no 56
(réed. 1977)
- Le Chant des astronautes, roman (publié sous le nom de Charles Henneberg), Satellite, no 10 et 11
(réed. 1975)
- La Fusée fantôme, nouvelle (publiée sous le nom de Charles Henneberg), Fiction, no 60
(réed. 1977)

#### 1959
- La Planète pourpre, nouvelle (publiée sous le nom de Charles Henneberg), Satellite, no 13
(réed. 1977)
- Vert comme espérance, nouvelle (publiée sous le nom de Charles Henneberg), Satellite, no 16
(réed. 1977)
- Pêcheurs de lune, nouvelle (publiée sous le nom de Charles Henneberg), Fiction spécial, no 1
(réed. 1977)
- Au Pilote aveugle, nouvelle (publiée sous le nom de Charles Henneberg), Fiction, no 68
(réed. 1975, 1988)
- La Rose du pays des roses, nouvelle (publiée sous le nom de Charles Henneberg), Mystère magazine, no 138
(réed. 1975, 1988)
- La Rosée du Soleil, roman (publié sous le nom de Charles Henneberg), « Le Rayon fantastique », Hachette, (Gandahar, 2019)
- Exilées, nouvelle (publiée sous le nom de Charles Henneberg), Satellite, no 22
(réed. 1977)
- An premier, Ère spatiale, roman (publié sous le nom de Charles henneberg), Fiction, no 71, 72 et 73
(réed. 1972 (Nathalie Henneberg) sous le titre Le Mur de la Lumière)
- Les Flammes mortes, nouvelle (publiée sous le nom de Charles Henneberg), Mystère magazine, no 143

### Années 1960

#### 1960
- Démons et chimères, nouvelle (publiée sous le nom de Charles Henneberg), Fiction, no 74
(réed. 1977, in Démons et chimères (recueil, publié sous le nom de Charles et Nathalie Henneberg), « Le Masque Science-fiction » no 66, Librairie des Champs-Élysées)
- Galatée, nouvelle (publiée sous le nom de Charles Henneberg), Satellite, no 25
(réed. 1970)
(réed. 1977, in Démons et chimères (recueil, publié sous le nom de Charles et Nathalie Henneberg), « Le Masque Science-fiction » no 66, Librairie des Champs-Élysées)
- La Vallée d'Avallon, nouvelle (publiée sous le nom de Charles Henneberg), Fiction spécial, no 2
(réed. 1976, in En un autre pays (anthologie, Gérard Klein), « Constellations », Seghers)
- Du Fond des Ténèbres, nouvelle (Nathalie Charles-Henneberg), Fiction, no 81
(réed. 1977, in Démons et chimères (recueil, Charles et Nathalie Henneberg), « Le Masque Science-fiction » no 66, Librairie des Champs-Élysées)
- La Gorgée d'eau, nouvelle (Nathalie Charles-Henneberg), Mystère magazine, no 164

#### 1961
- Ysolde, nouvelle (Nathalie Charles-Henneberg), Fiction, no 86
(réed. 1977, in Démons et chimères (recueil, publié sous le nom de Charles et Nathalie Henneberg), « Le Masque Science-fiction » no 66, Librairie des Champs-Élysées)
- Monstre à voix de sirène, nouvelle (Nathalie Charles-Henneberg), Fiction, no 93
(réed. 1978, in Les Anges de la colère (recueil, Nathalie Ch.-Henneberg), « Le Masque Science-fiction » no 72, Librairie des Champs-Élysées)
- Les Anges de la colère, nouvelle (Nathalie Charles-Henneberg), Fiction, no 97
(réed. 1978, in Les Anges de la colère (recueil, Nathalie Ch.-Henneberg), « Le Masque Science-fiction » no 72, Librairie des Champs-Élysées)
- Les Squales, nouvelle (Nathalie Charles-Henneberg), Mystère magazine, no 164
- Les Cierges noirs, nouvelle (Nathalie Charles-Henneberg), Mystère magazine, no 167
- Les Dieux Verts, roman (N.Ch. Henneberg/C. Henneberg), « Le Rayon fantastique » no 83, Hachette
rééd. 1975, « Le Masque Science-fiction » no 30, Librairie des Champs-Élysées
rééd. 1975, « Les Chefs-d'œuvre de la science-fiction », Edito-Service
1980, trad. anglaise par C. J. Cherryh, Green Gods, Daw Books, New York
rééd. 2018, Callidor

#### 1962
- L'Épave, nouvelle (Nathalie Charles-Henneberg), Fiction, no 100
réed. 1977, in Démons et chimères (recueil, Charles et Nathalie Henneberg), « Le Masque Science-fiction » no 66, Librairie des Champs-Élysées
réed. 1982, in Dans La comète et autres récits du cosmos (anthologie de nouvelles, éd. Christian Grenier), « Folio Junior Science-fiction » no 12, Gallimard  (ISBN 2070341127)
- La Forteresse Perdue (par NH, 1962) (Gandahard, 2019)

#### 1963
- Le Sang des Astres (par NH, 1963; Le rayon fantastique, rév. 1976)
réédité dans le Masque Fantastique en 1976 (n°4)

#### 1964
- Le Rêve Minéral, nouvelle (Nathalie Charles-Henneberg), Fiction, n° 123
- La Plaie (par NH, 1964; rév. 1974)
- Les Démiurges, nouvelle 
réed. 2009, Lunatique, no 82[8])

#### 1967
- Chronique des pauvres Terriens, nouvelle 
rééd. 2006, Lunatique, no 70[7])

### Années 1970

#### 1971
- L'Opale Entydre (par NH, 1971)

#### 1975
- Au pilote aveugle (septembre 1975)

#### 1976
- Le Dieu Foudroyé (par NH, 1976) - Super-Fiction no 13

#### 1977
- Démons et Chimères (par NH, 1977)
- D'Or et de Nuit (par NH, 1977)

#### 1978
- Les Anges de la Colère (par NH, 1978)

### Publication posthume
- Kheroub des Étoiles (par NH ; publication posthume en 2015 dans la revue Galaxies, n°s 37 et 38)